# Clara (Pirenéus Orientais)
Clara é uma comuna francesa na região administrativa de Occitânia, no departamento Pyrénées-Orientales. Estende-se por uma área de 8,7 km². Em 2010 a comuna tinha 268 habitantes (densidade: 30,8 hab./km²).

## Geografia

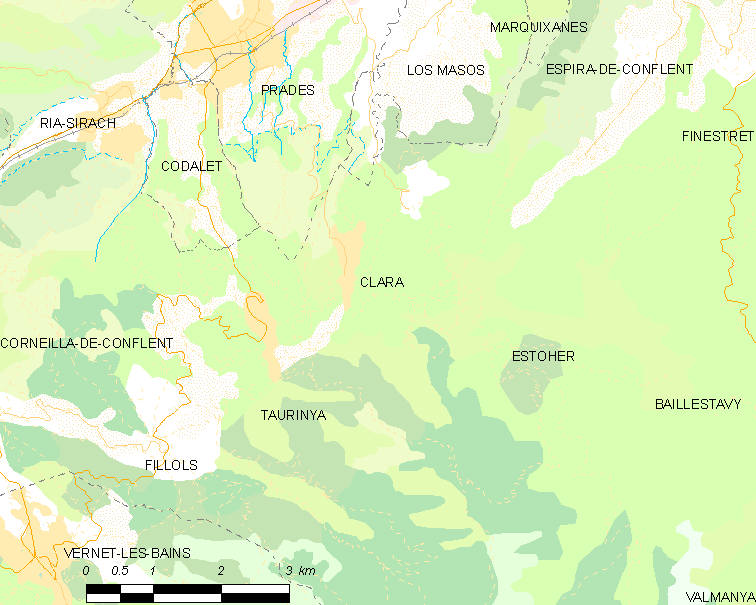
Mapa de Clara